# باغليجا (أديامان)
باغليجا (بالكردية: Buvikan‏) (بالتركية: Bağlıca)‏ هي قرية كرديّة تتبع إداريّاً لمديرية أديامان في محافظة أديامان التركية الواقعة في جنوب شرق الأناضول. بلغ عدد سكانها 326 نسمة في عام 2021.